# Aeroportul Gambela
Aeroportul Gambela (IATA: GMB, ICAO: HAGM) este un aeroport din Etiopia ce deservește zona Gambela, Etiopia.
Situat la o altitudine de 540 m, aeroportul dispune de o singură pistă.